# 스틸 앨리스
《스틸 앨리스》(영어: Still Alice)는 2014년 공개된 미국의 드라마 영화로, 리사 저노바의 2007년 동명 소설이 원작이다.

## 줄거리
올해 50살의 앨리스 하울런드(줄리앤 무어 분)는 세 자녀의 어머니이자 대학에서 언어학을 연구하는 교수이다. 누가 보아도 부러울 것 없는 삶이지만 앨리스는 최근 건망증이 부쩍 심해졌다는 것을 느끼고 병원을 찾은 뒤 자신이 조발성 알츠하이머 환자라는 사실을 알게 된다. 그녀는 가족과 슬픔을 나누며 자신이 자신으로 남을 수 있는 삶을 최대한 기억하려 하지만 어느새 자기가 병에 걸렸다는 사실조차 인지하지 못하는 상태에 놓이고, 그만큼 앨리스의 시간은 짧아져 간다.

## 출연진
- 줄리앤 무어 - 앨리스 하울런드 역
- 앨릭 볼드윈 - 존 하울런드 역
- 크리스틴 스튜어트 - 리디아 하울런드 역
- 케이트 보즈워스 - 애나 하울런드존스 역
- 헌터 패리시 - 톰 하울런드 역
- 셰인 맥레이 - 찰리 존스 역
- 스티븐 컹컨 - 벤저민 의사 역
- 세스 길리엄 - 프레더릭 존슨 역
- 에린 다크 - 제니 역
- 크리스틴 매코머 - 앤 역
- 에하 우르부살루 - 데일리 부인 역
- 빅토리아 카터헤이나 - 후퍼 교수 역 (크레디트 미기재)

## 기타 제작진
- 라인 제작: 린 어펠
- 총괄 제작: 에밀리 조르주, 설린 래트레이, 마리아 슈라이버, 트루디 스타일러, 크리스틴 배숀
- 공동 제작: 데클런 볼드윈
- 의상: 스테이시 버탯